# Zeri
Zeri es una localidad italiana de la provincia de Massa-Carrara, región de Toscana, con 1.273 habitantes.

Ubicación de la ciudad de Zeri dentro de la provincia de Massa-Carrara.

## Evolución demográfica
| Gráfica de evolución demográfica de Zeri entre 1861 y 2001 |
|                                                            |
| Fuente ISTAT - Elaboración gráfica por parte de Wikipedia  |